# Уорнер, Дэниел Бэшиел
Дэ́ниел Бэ́шиел Уо́рнер (англ. Daniel Bashiel Worner; 19 апреля 1815, округ Балтимор, Мэриленд, США — 1 декабря 1880, Либерия) — либерийский политик, 3-й президент Либерии (1864—1868), 5-й вице-президент Либерии (1860—1864) под руководством президента Стивена Аллена Бенсона, 3-й госсекретарь в кабинете Джозефа Дженкинса Робертса с (1854—1856).

## Биография
Уорнер родился в США, в Хукстаун-роуд (округ Балтимор, штат Мэриленд), в семье афроамериканцев. Его отец, бывший раб, который приобрёл свободу всего лишь за год до рождения Уорнера, был фермером.
Дата рождения Уорнера неясна. Некоторые данные указывают, что он родился 19 апреля 1815 года. Тем не менее, по данным Американского колонизационного общества, ему было девять лет, когда в 1823 году он вместе с восемью родственниками эмигрировал в Либерию на корабле «Oswego». На этом основании годом его рождения должен быть 1814.
Представитель либерийской элиты, он был членом либерийской Палаты представителей и либерийского сената. В 1877 году стал агентом Американского колонизационного общества.
Дэниел Бэшиел Уорнер является автором текста либерийского национального гимна («All Hail, Liberia, Hail!»), который страна официально приняла, получив независимость от Американского колонизационного общества в 1847 году.

## Президентство (1864—1868)
Основной заботой Уорнера на президентском посту было установление связей с коренными народами, в особенности, с живущими в глубине страны. Он организовал первую экспедицию в джунгли во главе с Бенджамином Дж. К. Андерсоном (англ. Benjamin J. K. Anderson).
В 1868 году Андерсон отправился вглубь Либерии подписывать договор с королём местности Мусардо (англ. Musardo). По пути он тщательно делал записи, описывающие народы, обычаи и природные ресурсы областей, по которым следовал, а также написал опубликованный впоследствии отчёт о своём путешествии. Используя информацию из отчёта Андерсона, либерийское правительство продвинулось в установлении ограниченного контроля над внутренними регионами.